# خدانگهدار عشق (فیلم)
خدانگهدار عشق (انگلیسی: Bye Bye Love) فیلمی آمریکایی در سبک کمدی-درام است که در سال ۱۹۹۵ منتشر شد.

## بازیگران
- متیو موداین
- رندی کواید
- پل رایزر
- جانین گاروفالو
- راب رینر
- ایمی برنمن
- آمبر بنسون
- الیزا دوشکوه
- اد فلاندر
- ماریا پیتلو
- لیندسی کروس
- راس مالینگر
- جانی ویتوورت
- دانا ویلر-نیکلسن
- دنی مسترسون
- جین بروک
- می ویتمن
- وندل پیرس